# Final del Torneo Esperanzas de Toulon de 2008
La Final del Torneo Esperanzas de Toulon de 2008 fue el partido final de dicha competición. Se llevó a cabo el 29 de mayo de 2008 en el Estadio Mayol de la ciudad francesa de Toulon. 
La escuadra dirigida por Pierluigi Casiraghi se consagró campeón al vencer a la de Chile con gol de Daniel Osvaldo.

## Camino a la final
Ambos equipos hicieron un buen torneo para llegar a la final.
 Chile
La selección de fútbol de Chile dirigida por Marcelo Bielsa fue la revelación, ya que lideró el grupo A con 9 puntos, derrotando a Francia, a Holanda y a Japón, para luego vencer a Costa de Marfil en semifinales. Su equipo contaba con jugadores como Christopher Toselli, Gary Medel, Gonzalo Jara, Carlos Carmona, Carlos Villanueva Rolland, Pedro Morales, José Pedro Fuenzalida y Fabián Orellana, entre otros.
| Grupo A, 1ª Fecha; 20 de mayo de 2008 | Francia                                  | 3:5 (2:1) | Chile                                                                        | Estadio Mayol, Toulon |  |
| 20:30 (CEST)                          | Bonnet 19' · Quercia 23' · Pentecôte 47' | Reporte   | Fuenzalida 33' · Martínez 54' · Louvion 80' (a.g.) · Lorca 89' · Sagredo 90' |                       |  |

| Grupo A, 2ª Fecha; 22 de mayo de 2008 | Países Bajos | 0:2 (0:1) | Chile                                | Estadio Perruc, Hyères |  |
| 20:30 (CEST)                          |              | Reporte   | Fuenzalida 19' · Orellana 84' (pen.) |                        |  |

| Grupo A, 3ª Fecha; 24 de mayo de 2008 | Chile                       | 2:0 (0:0) | Japón | Estadio Murat, Solliès-Pont |  |
| 18:30 (CEST)                          | Carmona 75' · Morales 90+2' | Reporte   |       |                             |  |

| Semifinal; 27 de mayo de 2008 | Chile                     | 2:1 (1:1) | Costa de Marfil | Estadio Mayol, Toulon |  |
| 18:00 (CEST)                  | Morales 5' · Orellana 60' | Reporte   | Djakpa 40'      |                       |  |

 Italia
Por su parte, Italia también llegó a la final ganando los tres partidos de su grupo, pero en semifinales avanzaron gracias a la lotería de los penaltis tras derrotar a Japón por 5 a 4. Italia poseía una excelente generación de futbolistas donde destacaban Antonio Nocerino, Ignazio Abate, Sebastian Giovinco, Luca Cigarini, Daniele Dessena, Antonio Candreva y Claudio Marchisio, entre otros.
| Grupo B, 1ª Fecha; 21 de mayo de 2008 | Italia            | 2:0 (0:0) | Costa de Marfil | Estadio Mayol, Toulon |  |
| 18:00 (CEST)                          | Giovinco 65', 73' | Reporte   |                 |                       |  |

| Grupo B, 2ª Fecha; 23 de mayo de 2008 | Italia                        | 2:1 (1:0) | Turquía    | Estadio Marquet, La Seyne-sur-Mer |  |
| 20:30 (CEST)                          | Lanzafame 32' · Marchisio 89' | Reporte   | Yılmaz 50' |                                   |  |

| Grupo B, 3ª Fecha; 25 de mayo de 2008 | Italia                  | 2:0 (2:0) | Estados Unidos | Estadio Rougier, La Valette-du-Var |  |
| 18:00 (CEST)                          | Abate 31' · Dessena 36' | Reporte   |                |                                    |  |

| Semifinal; 27 de mayo de 2008 | Italia                                             | 0:0 (5:4 p.)               | Japón                                            | Estadio Mayol, Toulon |  |
| 20:45 (CEST)                  |                                                    | Reporte                    |                                                  |                       |  |
|                               |                                                    | Tiros desde el punto penal |                                                  |                       |  |
|                               | Bocchetti · Abate · Cigarini · Candreva · Giovinco |                            | Honda · Kajiyama · Morishige · Mizuno · Mizumoto |                       |  |

## Partido
| 1     | POR   | Cristopher Toselli    |     |
| 7     | DEF   | José Pedro Fuenzalida |     |
| 5     | DEF   | Rafael Caroca         |     |
| 18    | DEF   | Gonzalo Jara          |     |
| 4     | DEF   | Nicolás Crovetto      |     |
| 13    | MED   | Nelson Rebolledo      | 72' |
| 8     | MED   | Fernando Meneses      |     |
| 10    | MED   | Pedro Morales         |     |
| 14    | DEL   | Fabián Orellana       |     |
| 11    | DEL   | Juan Gonzalo Lorca    |     |
| 15    | DEL   | Carlos Villanueva     | 82' |
| D. T. | D. T. | Marcelo Bielsa        |     |

| 1     | POR   | Davide Bassi         |     |
| 13    | DEF   | Andrea Coda          |     |
| 6     | DEF   | Salvatore Bocchetti  |     |
| 15    | DEF   | Paolo Dellafiore     |     |
| 16    | DEF   | Lorenzo De Silvestri |     |
| 4     | MED   | Antonio Nocerino     |     |
| 21    | MED   | Luca Cigarini        | 62' |
| 14    | MED   | Daniele Galloppa     | 57' |
| 10    | MED   | Sebastian Giovinco   | 69' |
| 9     | DEL   | Daniel Osvaldo       |     |
| 19    | DEL   | Graziano Pellè       |     |
| D. T. | D. T. | Pierluigi Casiraghi  |     |

| 9  | MED | Boris Sagredo  | 72' |
| 16 | DEL | Eduardo Vargas | 82' |

| 8  | MED | Tiberio Guarente | 57' |
| 20 | MED | Daniele Dessena  | 62' |
| 17 | MED | Ignazio Abate    | 69' |

| 70' | Daniel Osvaldo | 0:1 |

| Amonestado · Amonestado | Nicolás Crovetto Fernando Meneses |

| Amonestado · Amonestado · Amonestado · Amonestado | Lorenzo De Silvestri Daniele Galloppa Paolo Dellafiore Ignazio Abate |

| Principal | Jorge Souza |

| 1     | POR   | Cristopher Toselli    |     |
| 7     | DEF   | José Pedro Fuenzalida |     |
| 5     | DEF   | Rafael Caroca         |     |
| 18    | DEF   | Gonzalo Jara          |     |
| 4     | DEF   | Nicolás Crovetto      |     |
| 13    | MED   | Nelson Rebolledo      | 72' |
| 8     | MED   | Fernando Meneses      |     |
| 10    | MED   | Pedro Morales         |     |
| 14    | DEL   | Fabián Orellana       |     |
| 11    | DEL   | Juan Gonzalo Lorca    |     |
| 15    | DEL   | Carlos Villanueva     | 82' |
| D. T. | D. T. | Marcelo Bielsa        |     |

| 1     | POR   | Davide Bassi         |     |
| 13    | DEF   | Andrea Coda          |     |
| 6     | DEF   | Salvatore Bocchetti  |     |
| 15    | DEF   | Paolo Dellafiore     |     |
| 16    | DEF   | Lorenzo De Silvestri |     |
| 4     | MED   | Antonio Nocerino     |     |
| 21    | MED   | Luca Cigarini        | 62' |
| 14    | MED   | Daniele Galloppa     | 57' |
| 10    | MED   | Sebastian Giovinco   | 69' |
| 9     | DEL   | Daniel Osvaldo       |     |
| 19    | DEL   | Graziano Pellè       |     |
| D. T. | D. T. | Pierluigi Casiraghi  |     |

| 9  | MED | Boris Sagredo  | 72' |
| 16 | DEL | Eduardo Vargas | 82' |

| 8  | MED | Tiberio Guarente | 57' |
| 20 | MED | Daniele Dessena  | 62' |
| 17 | MED | Ignazio Abate    | 69' |

| 70' | Daniel Osvaldo | 0:1 |

| Amonestado · Amonestado | Nicolás Crovetto Fernando Meneses |

| Amonestado · Amonestado · Amonestado · Amonestado | Lorenzo De Silvestri Daniele Galloppa Paolo Dellafiore Ignazio Abate |

| Principal | Jorge Souza |

| 1     | POR   | Cristopher Toselli    |     |
| 7     | DEF   | José Pedro Fuenzalida |     |
| 5     | DEF   | Rafael Caroca         |     |
| 18    | DEF   | Gonzalo Jara          |     |
| 4     | DEF   | Nicolás Crovetto      |     |
| 13    | MED   | Nelson Rebolledo      | 72' |
| 8     | MED   | Fernando Meneses      |     |
| 10    | MED   | Pedro Morales         |     |
| 14    | DEL   | Fabián Orellana       |     |
| 11    | DEL   | Juan Gonzalo Lorca    |     |
| 15    | DEL   | Carlos Villanueva     | 82' |
| D. T. | D. T. | Marcelo Bielsa        |     |

| 1     | POR   | Davide Bassi         |     |
| 13    | DEF   | Andrea Coda          |     |
| 6     | DEF   | Salvatore Bocchetti  |     |
| 15    | DEF   | Paolo Dellafiore     |     |
| 16    | DEF   | Lorenzo De Silvestri |     |
| 4     | MED   | Antonio Nocerino     |     |
| 21    | MED   | Luca Cigarini        | 62' |
| 14    | MED   | Daniele Galloppa     | 57' |
| 10    | MED   | Sebastian Giovinco   | 69' |
| 9     | DEL   | Daniel Osvaldo       |     |
| 19    | DEL   | Graziano Pellè       |     |
| D. T. | D. T. | Pierluigi Casiraghi  |     |

| 9  | MED | Boris Sagredo  | 72' |
| 16 | DEL | Eduardo Vargas | 82' |

| 8  | MED | Tiberio Guarente | 57' |
| 20 | MED | Daniele Dessena  | 62' |
| 17 | MED | Ignazio Abate    | 69' |

| 70' | Daniel Osvaldo | 0:1 |

| Amonestado · Amonestado | Nicolás Crovetto Fernando Meneses |

| Amonestado · Amonestado · Amonestado · Amonestado | Lorenzo De Silvestri Daniele Galloppa Paolo Dellafiore Ignazio Abate |

| Principal | Jorge Souza |

| 1     | POR   | Cristopher Toselli    |     |
| 7     | DEF   | José Pedro Fuenzalida |     |
| 5     | DEF   | Rafael Caroca         |     |
| 18    | DEF   | Gonzalo Jara          |     |
| 4     | DEF   | Nicolás Crovetto      |     |
| 13    | MED   | Nelson Rebolledo      | 72' |
| 8     | MED   | Fernando Meneses      |     |
| 10    | MED   | Pedro Morales         |     |
| 14    | DEL   | Fabián Orellana       |     |
| 11    | DEL   | Juan Gonzalo Lorca    |     |
| 15    | DEL   | Carlos Villanueva     | 82' |
| D. T. | D. T. | Marcelo Bielsa        |     |

| 1     | POR   | Davide Bassi         |     |
| 13    | DEF   | Andrea Coda          |     |
| 6     | DEF   | Salvatore Bocchetti  |     |
| 15    | DEF   | Paolo Dellafiore     |     |
| 16    | DEF   | Lorenzo De Silvestri |     |
| 4     | MED   | Antonio Nocerino     |     |
| 21    | MED   | Luca Cigarini        | 62' |
| 14    | MED   | Daniele Galloppa     | 57' |
| 10    | MED   | Sebastian Giovinco   | 69' |
| 9     | DEL   | Daniel Osvaldo       |     |
| 19    | DEL   | Graziano Pellè       |     |
| D. T. | D. T. | Pierluigi Casiraghi  |     |

| 9  | MED | Boris Sagredo  | 72' |
| 16 | DEL | Eduardo Vargas | 82' |

| 8  | MED | Tiberio Guarente | 57' |
| 20 | MED | Daniele Dessena  | 62' |
| 17 | MED | Ignazio Abate    | 69' |

| 70' | Daniel Osvaldo | 0:1 |

| Amonestado · Amonestado | Nicolás Crovetto Fernando Meneses |

| Amonestado · Amonestado · Amonestado · Amonestado | Lorenzo De Silvestri Daniele Galloppa Paolo Dellafiore Ignazio Abate |

| Principal | Jorge Souza |

| Italy                    |
| Campeón Italia 1º título |